# Lauri Lassila
Lauri Janne Juhani Lassila (Helsinki, 12 de octubre de 1976) es un deportista finlandés que compitió en esquí acrobático, especialista en las pruebas de baches. Está casado con la esquiadora acrobática Lydia Lassila.
Ganó dos medallas en el Campeonato Mundial de Esquí Acrobático de 1999, plata en los baches y bronce en los baches en paralelo.
Participó en los Juegos Olímpicos de Nagano 1998, ocupando el quinto lugar en la prueba de baches.

## Medallero internacional
| Campeonato Mundial | Campeonato Mundial | Campeonato Mundial | Campeonato Mundial |
| Año                | Lugar              | Medalla            | Competición        |
| ------------------ | ------------------ | ------------------ | ------------------ |
| 1999               | Meiringen (Suiza)  | Medalla de plata   | Baches             |
| 1999               | Meiringen (Suiza)  | Medalla de bronce  | Baches en paralelo |